# Maurice Girodias
Pour les articles homonymes, voir Kahane.
Maurice Girodias (né Maurice Kahane à Paris 16e le 12 avril 1919 et mort à Paris 17e le 3 juillet 1990), éditeur et écrivain, est le fondateur des éditions du Chêne, en 1940, et de The Olympia Press, en 1953. Il est aussi un temps le propriétaire d'Obelisk Press, fondée par son père Jack Kahane, et passe une grande partie de sa vie à Paris. Il est le frère aîné d'Éric Kahane. 

## Biographie
Son père Jack Kahane, né à Salford (Angleterre), vient s'établir à Paris au début du XXe siècle, après avoir été mobilisé durant la Première Guerre mondiale, et se marie avec une Française née Marcelle Girodias peu après l'Armistice de 1918. Dès avant la crise de 1929, il se consacre au métier d'éditeur, de courtier en livres rares, puis décide de monter une maison d'édition, Obelisk Press qui ne publiera à Paris que des ouvrages en anglais, des livres qu'il destine aux touristes et aux voyageurs anglophones.
Son fils, Maurice — il prendra plus tard le nom de sa mère (Girodias) pour dissimuler ses origines juives, échappant ainsi aux lois de Vichy et à la déportation — connut durant ces années difficiles une enfance relativement heureuse.
La maison d'édition de son père, Obelisk Press, publie le premier ouvrage de Henry Miller en 1934, Tropique du Cancer. L'éditeur s'exposait avec ce texte très libre, aux foudres de la censure française, qui restait cependant plus tolérante qu'aux États-Unis. Par ailleurs, et surtout, au niveau du dépôt légal, la réglementation française ne s'appliquait pas aux textes écrits en langues étrangères : en conséquence, certains titres édités par Jack Kahane échappèrent ainsi à toute forme de contrôle. Kahane publiera également des textes de Frank Harris, Anaïs Nin, James Joyce, Lawrence Durrell, et de nombreux textes plus ou moins érotiques écrits directement de sa propre main (sous le pseudonyme de Cecil Barr), ainsi que de nombreux autres écrivains.
Dès l'âge de 15 ans, Maurice Girodias prête main-forte à son père : il réalise le dessin de la jaquette de couverture de Tropic of Cancer, un crabe tenant dans ses pinces un corps humain assez ambigu, qu'il signe Maurice J. Kahane. Son père meurt en 1939, le laissant, avec sa mère, aux commandes d'Obelisk Press ; ils continuent de développer la maison en dépit de la guerre, de l'Occupation et du manque de papier.
Fondateur à 21 ans des Éditions du Chêne en novembre 1940, il est, après la guerre, épaulé parfois par son frère Éric Kahane, puis lance quelques succès, comme Zorba le Grec et Sexus, autre livre sulfureux de Henry Miller. En 1955, chez Olympia Press, sa nouvelle maison d'édition, il publie en version originale Lolita de Vladimir Nabokov, roman dont tous les éditeurs américains et britanniques avaient refusé le manuscrit (il l'a été plus de trente fois avant que Girodias ne prenne le risque de le publier à Paris) et qui devient ensuite un best-seller mondial.
Entre 1959 et 1964, il ouvre à Paris un établissement de nuit, La Grande Séverine.
Girodias fut un important éditeur, très engagé et qui prenait beaucoup de risques : il est le premier à avoir publié Le Festin nu de William Burroughs, Emmanuelle d'Arsan et le SCUM Manifesto de Valerie Solanas.
Le 3 juillet 1990, à Paris, Maurice Girodias est victime d'une attaque cardiaque alors qu'il donne un entretien à RCJ à l'occasion de la sortie de ses Mémoires. Malgré l'intervention rapide des sapeurs-pompiers, il décède sans avoir repris connaissance.

## Écrits publiés
- [collectif],  L'Affaire Lolita : défense de l'écrivain, Paris, The Olympia Press, 1957.
- Rapport de la Commission sur l'obscénité et la pornographie : l'obscénité et la révolution sexuelle, introd. de John Trevelyan, trad. de l'anglais : The obscenity report, Paris, Union générale d'éditions, 1971.
- Une journée sur la terre, autobiographie en 2 vol., Paris, Stock, 1977 ; édition révisée et augmentée, Paris, La Différence, 1990.
- L'Affaire Kissinger, préf. de Philippe Sollers, La Différence, 1990  (ISBN 978-2-72911-77-26)
- Président Kissinger, roman trad. de l'anglais par J.-P. Mourlon, Éditions Tristram, 1997 ; rééd. 2009  (ISBN 978-2-907681-73-5)